# 大阪市立姫里小学校
大阪市立姫里小学校（おおさかしりつ ひめさとしょうがっこう）は、大阪府大阪市西淀川区にある公立小学校。
大阪市姫島尋常高等小学校（現在の大阪市立姫島小学校）の分校として設置され、その後独立校として開校した。

## 沿革
学校所在地の姫里はもともと、姫島（旧西成郡稗島町）と野里（旧西成郡歌島村大字野里）の両町の一部だった。
昭和時代初期、姫島と野里にまたがる一帯が「姫ノ里」として土地区画整理事業が実施されたことや、交通の便などの関係で住宅地として発展したことで、地域の人口が増加した。それに伴い姫島尋常高等小学校（現在の大阪市立姫島小学校）と野里尋常高等小学校（現在の大阪市立野里小学校）の児童数も増加して学校過密化が問題となった。
また地域の児童は当時、阪神国道（現在の国道2号）や当時地上を走っていた阪神本線の踏切を渡って姫島・野里の両小学校に通学していた。阪神国道の交通量が増加したことや、阪神本線の踏切の横断の問題から、交通面での不安が指摘され、地域に学校を設置してほしいとする住民の要求が高まった。
1940年には大阪市姫島尋常高等小学校の分校を設置し、地域在住の児童が通学するようになった。当初の分校校舎は、室戸台風（1934年）からの復旧の際に姫島小学校に仮設されたバラック校舎が転用された。翌1941年には国民学校令により、姫島尋常小学校は姫島国民学校へ改称されている。
地域住民は学校を中心にしたまちづくりを検討した。姫島・野里の各町会の一部が合併し、阪神本線・阪神国道・淀川・大野川に囲まれた地域を管轄区域とする形で、1942年に姫里連合町会を設置した。姫里連合町会の管轄区域を校区とする形で、1942年11月10日に大阪市姫里国民学校が独立開校した。
開校時には初等科5年生以下の児童547人が姫島・野里の両校から転入し、また高等科も併設された。
太平洋戦争の戦局が悪化し、初等科児童は1944年6月に現在の豊中市曽根に2泊3日で集団避難訓練を実施し、同年9月以降には学童疎開に出発した。
大阪市では各行政区ごとに集団疎開先の府県を割り当てた。西淀川区の国民学校には四国方面（徳島県・香川県）が割り当てられ、姫里国民学校の集団疎開先は徳島県板野郡松坂村（現在の板野町）となった。1944年9月以降現地の宿舎で生活し、また現地の松坂国民学校（現在の板野町立板野西小学校）を間借りして学習をおこなった。
また高等科児童は1944年以降、近隣の工場へ勤労動員された。1945年には佃国民学校の高等科を合併している。高等科は1946年、姫島国民学校高等科に合併される形で廃止された。
1945年6月15日の第四次大阪大空襲により校舎を焼失した。戦災被害により児童も大幅に減少したため、終戦直後には廃校も検討された。しかし地域住民は学校再開を求め、学校の存続が決まった。
1945年10月21日には疎開先より児童が帰校し、授業が再開した。授業再開の際、南区・道仁国民学校や大和田西国民学校から机やいすを分けてもらっている。
1947年の学制改革により、大阪市立姫里小学校となった。

### 年表
- 1940年 - 大阪市姫島尋常高等小学校分校を設置。
- 1941年 - 国民学校令に伴い、大阪市姫島国民学校分校となる。
- 1942年11月10日 - 大阪市姫里国民学校として独立開校。
- 1944年9月 - 徳島県板野郡松坂村へ学童集団疎開。
- 1944年11月 - 高等科児童の勤労動員。
- 1945年6月 - 大阪市佃国民学校の高等科を統合。
- 1945年6月15日 - 大阪大空襲で校舎焼失。
- 1946年4月1日 - 高等科を廃止。大阪市姫島国民学校高等科へ統合。
- 1947年1月15日 - 戦災復興校舎が落成。
- 1947年4月1日 - 学制改革により大阪市立姫里小学校と改称。
- 1950年9月3日 - ジェーン台風で校舎被災。
- 1973年・1975年 - 2度にわたり、大阪府警より交通安全の表彰を受ける。
- 1980年4月8日 - 養護学級を設置。

## 通学区域
- 大阪市西淀川区 姫里1丁目-3丁目。

卒業生は大阪市立西淀中学校に進学する。

## 交通
- 阪神本線 姫島駅 北西へ約200m。
- JR東西線 御幣島駅 南東へ約800m。